# José Cucé
José Cucé ou Giuseppe Cucè (Regalbuto, 1897 – São Paulo, 1961) foi um escultor e professor ítalo-brasileiro.

## Biografia[1][2]
Filho de imigrantes italianos, iniciou seus estudos artísticos no Curso de Pintura e Escultura do Liceu de Artes e Ofícios, tendo sido aluno dos professores Amadeo Zani, Adolfo Borione e Henrique Vio. Com forte influência do neoclassicismo italiano, aos vinte anos ganhou o primeiro lugar no concurso internacional para o projeto do monumento ao Soldado Desconhecido em Catânia, Itália, e o segundo lugar no concurso para o monumento a Santos Dumont no Rio de Janeiro. Aos vinte e um anos foi convidado pelo escultor Ettore Ximenes para ser seu assistente na construção do Monumento do Ipiranga. 
Em 1925 casou-se com a escritora e pintora Lila Moraes de Camargo, que também assinava como Lila Escobar de Camargo ou Lila Camargo Cucé (Santa Rita do Passa Quatro, 1900 – São Paulo, 1997), que escreveu em 1920 o livro "Caractéres Femininos", uma das primeiras obras militantes do movimento feminista.
De 1930 a 1952 exerceu o cargo de escultor principal da Catedral da Sé, convidado pelo arcebispo de São Paulo, Dom Duarte Leopoldo e Silva, destacando-se as esculturas dos túmulos dos arcebispos de São Paulo, localizadas na cripta da catedral. Foi um dos fundadores da Escola de Belas Artes de São Paulo, onde atuou também como professor. Defensor da união da classe artística, Cucé foi presidente do Sindicato dos Artistas Plásticos de São Paulo, tendo participado das reuniões do Grupo Santa Helena. Sua atuação permitiu que tivesse uma forte presença no meio artístico paulistano, tendo sido responsável pela introdução a esse meio do pintor Cândido Portinari, de quem era amigo pessoal. Em carta a Cucé, Portinari agradece a ele pela sua apresentação ao meio artístico paulistano, tendo inclusive pintado o seu retrato.   
Colaborou com a fundação do Salão Paulista de Belas Artes e do Salão Infantil de Belas Artes, tendo sido premiado em diversas ocasiões e participado como membro do júri em outras. Recebeu a medalha de ouro do Salão Paulista de Arte Moderna de 1951, a Medalha Comemorativa ao Jubileu de Prata do Salão Paulista em 1961 (post mortem) e, como reconhecimento à sua contribuição às artes plásticas no país, foi agraciado com a comenda e a Medalha Comemorativa do Centenário de Nascimento do Barão de Rio Branco pelo Governo Federal em 1945. Morreu aos sessenta e quatro anos, decorrente de doença cardíaca.

## Principais Obras[5][6][7]
- Estátua de Camões, por José Cucé, Biblioteca Municipal Mário de Andrade, São Paulo.Estátua de Camões, Biblioteca Municipal Mário de Andrade, São Paulo.

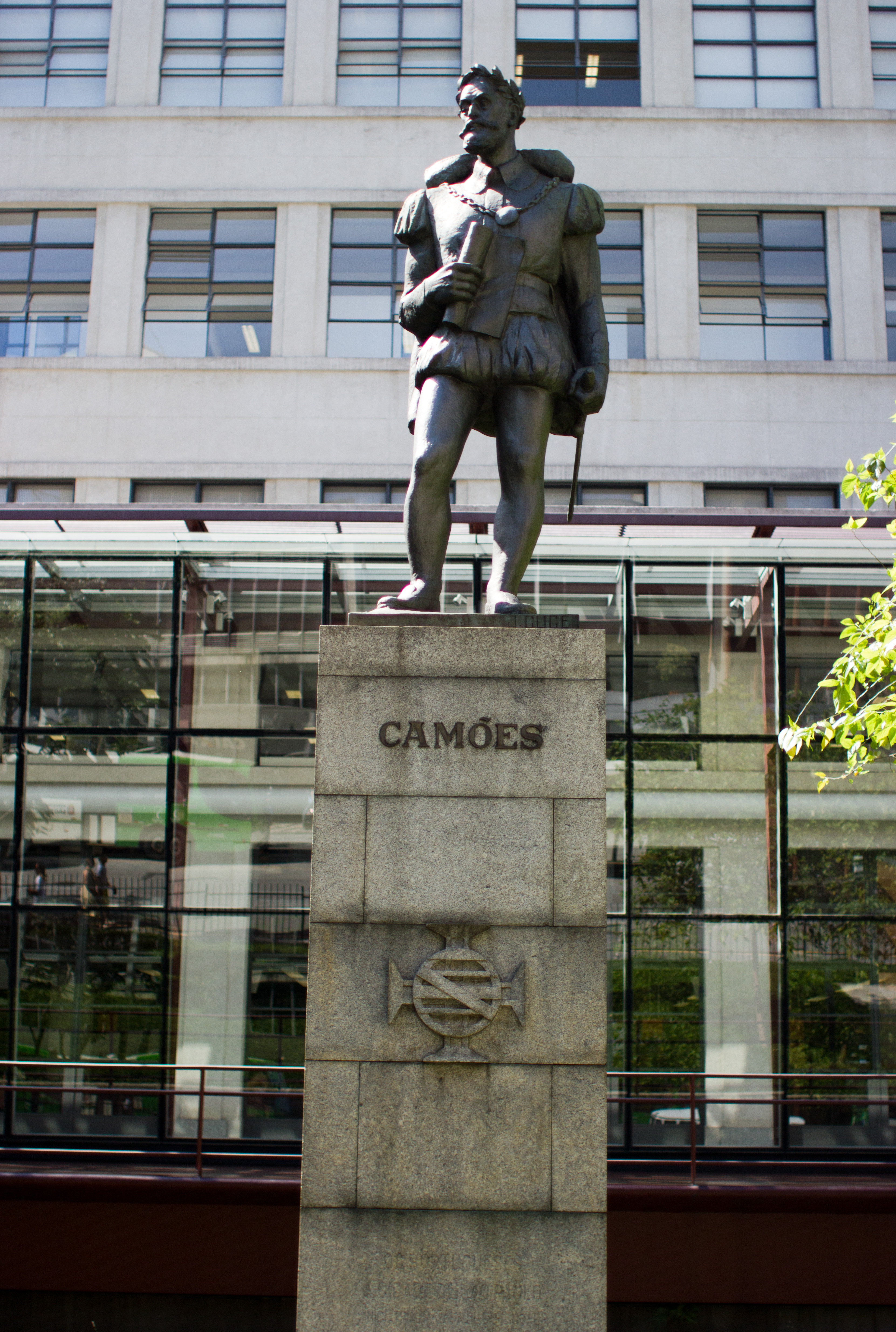
Estátua de Camões, por José Cucé, Biblioteca Municipal Mário de Andrade, São Paulo.

- Estátua do Cristo Redentor, Igreja da Matriz do Brás, São Paulo.
- Estátua do Cristo Crucificado, Igreja da Achiropita, Bela Vista, São Paulo.
- Estátua de D. Duarte Leopoldo e Silva, Largo de Santa Cecília, São Paulo.
- Estátua de Emílio Ribas, Pindamonhangaba.
- Estátua de Prof. Walter Senj, Hospital Santa Catarina, São Paulo.
- Estátuas do Regente Feijó e do Índio Tibiriça, cripta da Catedral da Sé, São Paulo.
- Estátua de Rui Barbosa, Vale do Anhangabaú, São Paulo.
- Herma do Barão de Mauá, Museu Imperial, Petrópolis.
- Herma de Getúlio Vargas, Caixa Econômica Federal, São Paulo.
- Herma do Papa Pio XII, Pontifícia Universidade Católica de São Paulo, São Paulo.
- Herma do Prof. Alexandre de Albuquerque, Centro Acadêmico da Escola Politécnica da Universidade de São Paulo, São Paulo.
- Herma de Sebastião Soares de Faria, Centro Acadêmico 11 de Agosto, São Paulo.
- Túmulo da Família Vito Cucé, Cemitério da Consolação, São Paulo.
- Túmulo da Família Toledo Piza, Cemitério da Consolação, São Paulo.
- Túmulo da Família Raphael Ficondo (em coautoria com Amadeu Zani), Cemitério da Consolação, São Paulo.

## Premiações e Distinções

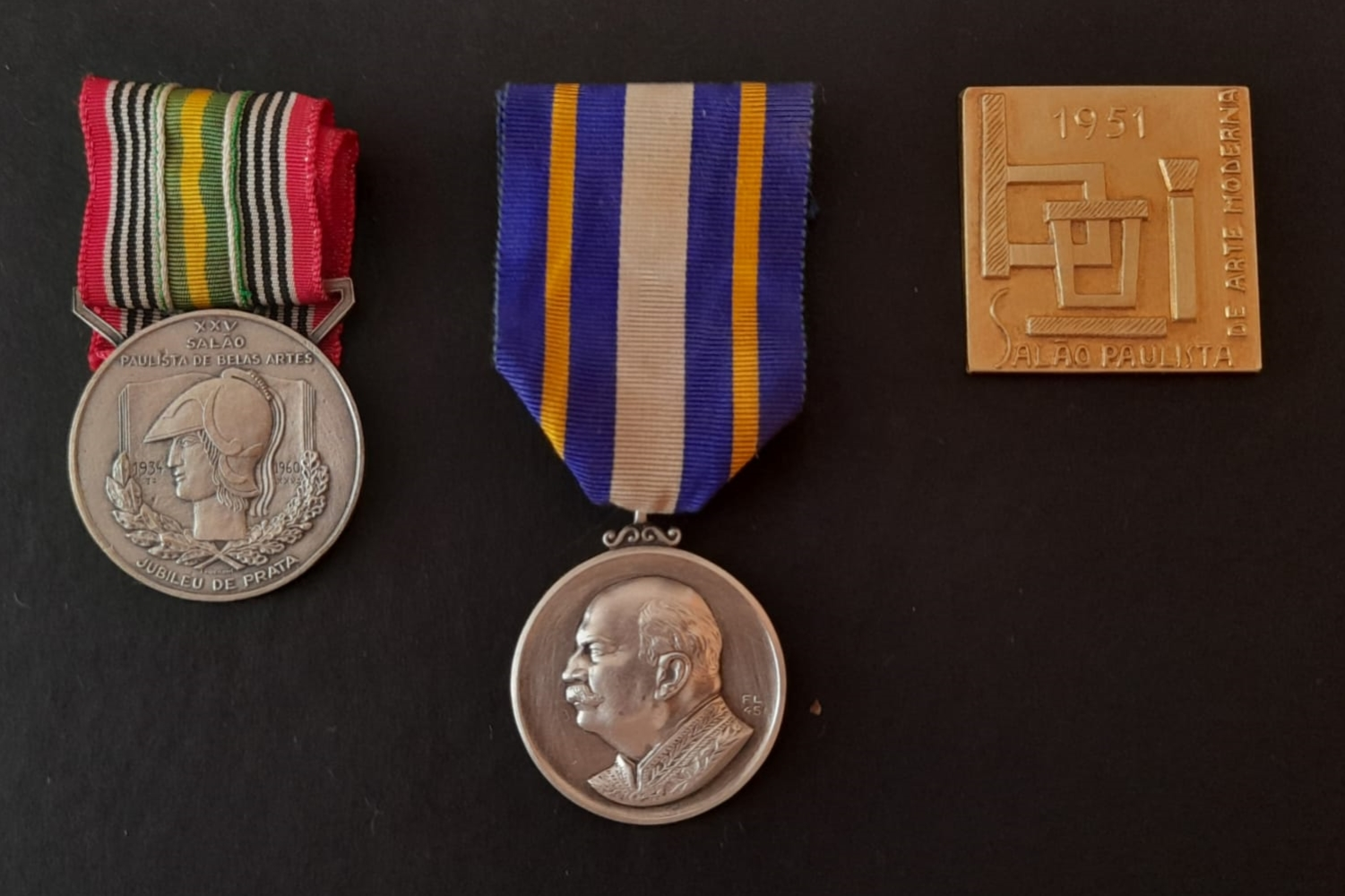
Medalhas de Jose Cucé

- Primeiro lugar no concurso “Monumento ao Soldado Descohecido”, Catânia, Itália, 1917.
- Segundo lugar no concurso “Monumento a Santos Dumont”, Rio de Janeiro, 1917.
- Prêmios “Prefeitura de São Paulo” na primeira e segunda edição do Salão Paulista de Belas Artes, São Paulo, 1934 e 1935
- Medalha Comemorativa do Centenário de Nascimento do Barão de Rio Branco, 1945.
- Medalha de Ouro no Salão Paulista de Arte Moderna, São Paulo, 1951.
- Prêmio Jubileu de Prata do Salão Paulista de Belas Artes, São Paulo, 1961.